# Alció gegant asiàtic
L'alció gegant asiàtic (Megaceryle lugubris) és una espècie d'ocell de la família dels alcedínids (Alcedinidae) que habita corrents fluvials als boscos d'Àsia oriental i Meridional, des del nord de l'Índia, el Nepal, Myanmar, est de la Xina i Japó, cap al sud fins al nord-oest de Tailàndia, Laos i el Vietnam.